# Les Rossignols

Les Rossignols (en russe Соловьи) est une chanson soviétique composée par Vassili Soloviov-Sedoï (en russe « Василий Соловьёв-Седой ») sur des paroles du poète Alexeï Fatianov (en russe « Алексей Фатьянов ») en 1944. La chanson, très célèbre en Union soviétique, a été interprétée de nombreuses fois. Les versions les plus célèbres en sont celles du chanteur Gueorgui Vinogradov ainsi que celle des Chœurs de l'Armée rouge avec Evgueni Beliaïev. Elle a aussi été chantée en chinois par le chœur d'enfants de l'orchestre symphonique de Chine. La chanson reste symbolique des chansons soviétiques de la Seconde Guerre mondiale.

## Sens du texte
La chanson raconte comment un soldat demande aux rossignols de ne pas chanter lorsque ses camarades dorment. Les soldats n'arrivent en effet pas à dormir ; « non pas à cause du canon mais des rossignols qui chantent ». La chanson rappelle ensuite qu'un rossignol ne peut comprendre la guerre : « Mais qu'est-ce que la guerre pour un rossignol ? ». Ce chant rappelle au soldat sa maison et sa femme. Néanmoins, le soldat a besoin de dormir pour se préparer à sa prochaine bataille. On peut aussi comprendre que la prochaine bataille ne sera pas de ce monde, et que les soldats sont donc morts.